# لوكهيد واي أف-12
لوكهيد واي-12 (YF-12) هي نموذج مبدئي لطائرة اعتراضية صنعت ليتم تقييمها من قبل سلاح الجو الأميريكي. هي نسخة بمقعدين عن طائرة الاستطلاع لوكهيد آي-12 السرية. في النهاية، استعمل سلاح الجو الأمريكي طائرة الاستطلاع لوكهيد إس آر-71 بلاك بيرد المطورة عنها. حطمت الطائرة العديد من الأرقام القياسية مثل السرعة التي وصلت إلى أكثر من 2000 ميل في الساعة (3,200 كم/ساعة) ارتفاع وصل لأكثر من 80,000 قدم (24,384 م) وهي أكبر طائرة اعتراضية مأهولة في العالم حتى الآن.

## طرازات الطائرة
واى أف-12أي
إصدار ما قبل الإنتاج. بني ثلاث طائرات.
أف-12بي
نسخة الإنتاج من واي أف-12أي; إلغيت قبل بدء الإنتاج.
واي أف-12سي
تسمية وهمية لأس أر -71 التي قدمت إلى وكالة ناسا من أجل اختبار الطيران. استعملت هذه التسمية للحفاظ على سرية المشروع وإخفاء المعلومات عن العامة.

## المشغلون
- القوات الجوية للولايات المتحدة
- ناسا

## الحوادث
- في 24 تموز / يوليه 1971، فقدت طائرة  واي أف-12أي 60-6936 (المادة 1003) في حادث بالقرب من قاعدة ادواردز الجوية في كاليفورنيا في الولايات المتحدة.

## وصلات خارجية
- 3 ماخ+: ناسا/القوات الجوية الأمريكية YF-12 رحلة البحث 1969-1979 بيتر دبليو ميرلين (كتاب PDF)
- YF-12A دليل الطيران و YF-12A #60-6935 على الصور SR-71.org
- YF-12 وقائع على موقع متحف القوات الجوية الأمريكية
- أين هم الآن ؟ خريطة موقع كل شحرور
- القوات الجوية الأمريكية الطائرة أرقام مسلسلة عام 1960 ، بما في ذلك كل-12s ، YF-12As ، م-21s
- ناسا فيديو: الإقلاع, منتصف التزود بالوقود الجوي